# Mooreïta
La mooreïta  és un mineral de la classe dels sulfats. Anomenada així l'any 1929 per Lawson H. Bauer i Harry Berman en honor de Gideon Emmet Moore, químic americà que va treballar a la Passaic Zinc Company, i el qual va investigar els minerals de Sterling Hill i Franklin (Nova Jersey). Va anomenar la brushita, la calcofanita, la criptokallita i l'hetaerolita, així com la primera troballa de la meracinnabarita.

## Classificació
Segons la classificació de Nickel-Strunz, la mooreïta pertany a «07.D - Sulfats (selenats, etc.) amb anions addicionals, amb H₂O, amb cations de mida mitjana només; plans d'octaedres que comparteixen vores» juntament amb els següents minerals: felsőbanyaïta, langita, posnjakita, wroewolfeïta, spangolita, ktenasita, christelita, campigliaïta, devil·lina, ortoserpierita, serpierita, niedermayrita, edwardsita, carrboydita, glaucocerinita, honessita, hidrohonessita, motukoreaita, mountkeithita, shigaïta, wermlandita, woodwardita, zincaluminita, hidrowoodwardita, zincowoodwardita, natroglaucocerinita, nikischerita, lawsonbauerita, torreyita, namuwita, bechererita, ramsbeckita, vonbezingita, redgillita, calcoalumita, nickelalumita, kyrgyzstanita, guarinoïta, schulenbergita, theresemagnanita, UM1992-30-SO:CCuHZn i montetrisaïta.

## Característiques
La mooreïta és un sulfat de fórmula química Mg9☐₂Mn₂Zn₄(SO₄)₂(OH)26·8H₂O. Cristal·litza en el sistema monoclínic. La seva duresa a l'escala de Mohs és 3.

## Formació i jaciments
La mooreïta es forma en rebliments de fractures en calcita, wil·lemita i franklinita i com a mineral secundari associat a menes de zinc. Ha estat descrita a Alemanya i als EUA.